# Spiloxene flaccida
Spiloxene flaccida là một loài thực vật có hoa trong họ Hypoxidaceae. Loài này được (Nel) Garside miêu tả khoa học đầu tiên năm 1936.